# Vene digitale comune
 Pe dosul piciorului, venele digitale dorsale primesc, în fisurile dintre degetele de la picioare, venele intercapitulare din arcul venos plantar și se unesc pentru a forma vene digitale comune scurte care se unesc între capetele distale ale oaselor metatarsiene într-un arc venos dorsal. 